# 矮火绒草
矮火绒草（学名：Leontopodium nanum）是菊科火绒草属的植物。分布在印度、俄罗斯、锡金、克什米尔以及中国大陆的新疆、西藏、青海、甘肃、四川、陕西等地，生长于海拔1,600米至5,500米的地区，一般生长在低山、高山湿润草地、泥炭地和石砾坡地，目前尚未由人工引种栽培。